# Cydistomyia rivularis
Cydistomyia rivularis är en tvåvingeart som beskrevs av Ferguson och Hill 1922. Cydistomyia rivularis ingår i släktet Cydistomyia och familjen bromsar. Inga underarter finns listade i Catalogue of Life.